# Aphrodisin
Aphrodisin wurde als Protein der Bartholinschen Drüse bei Hamstern identifiziert. In der Nase von Rattenmännchen löst es Kopulationsverhalten aus. Aufgrund seiner Zugehörigkeit zu den Lipocalinen vermutet man aber, dass Aphrodisin einen Liganden trägt, der das wirksame Pheromon darstellt. Dieser Ligand ist bislang unentdeckt.

## Struktur und Vorkommen
Aphrodisin wurde zuerst im Vaginalsekret von Hamstern entdeckt. Es ist Produkt der Bartholinschen Drüsen (Scheidenvorhofdrüsen). Die Struktur ist bekannt.
Das Hamster-Vorläuferprotein hat 167 Aminosäuren, von denen die ersten 16 N-terminalen Aminosäuren das Signalpeptid bilden. Das N-terminale Glutamin ist durch die Glutamincyclase (EC 2.3.2.5) zum Pyroglutamat zyklisiert.
Die Expression von Aphrodisin beim Hamster ist im Genitaltrakt auf die Bartholinschen Drüsen beschränkt.
Mittels Northern Blot unter wenig stringenten Bedingungen haben H. J. Mägert und andere Aphrodisin-RNA auch in den Bartholinschen Drüsen von Ratte, und Tupaia ebenso wie vom Menschen nachgewiesen.

## Aphrodisin und der unbekannte Ligand
Vom Aphrodisin wird vermutet, dass es einen bislang unbekannten Liganden bindet. Dieser scheint aber sehr eng an Aphrodisin gebunden zu sein. Proteolytische oder Hitzedegradierung von Aphrodisin zerstört dessen biologische Aktivität.